# Joanna Jedrzejczyk
Joanna Jędrzejczyk, née le 18 août 1987 à Olsztyn, est une pratiquante polonaise de muay-thaï et d'arts martiaux mixtes (MMA). Elle évolue depuis 2014 au sein de l'Ultimate Fighting Championship où elle fut championne de la catégorie des poids pailles du 14 mars 2015 au 4 novembre 2017.
Elle a été plusieurs fois championne du monde de muay-thaï avant d'entamer une carrière en MMA.
Joanna prend sa retraite en MMA le 11 juin 2022 après sa deuxième défaite consécutive contre Weili Zhang à l’UFC 275.

## Carrière en muay-thaï
Joanna Jędrzejczyka été sacrée 4 fois championne d'Europe et 6 fois championne du monde de muay-thaï. Elle a pratiqué cette discipline en compétition pendant 10 ans, et a remporté plus de 60 rencontres.

## Carrière en MMA

### Début de carrière
Joanna Jędrzejczyk a fait ses débuts professionnels le 19 mai 2012 lors de l'évènement SFT - MMA Fight Night Diva SPA contre Sylwia "Mała" Juśkiewicz, elle a remporté la victoire lors de ce combat par décision unanime.

### Ultimate Fighting Championship

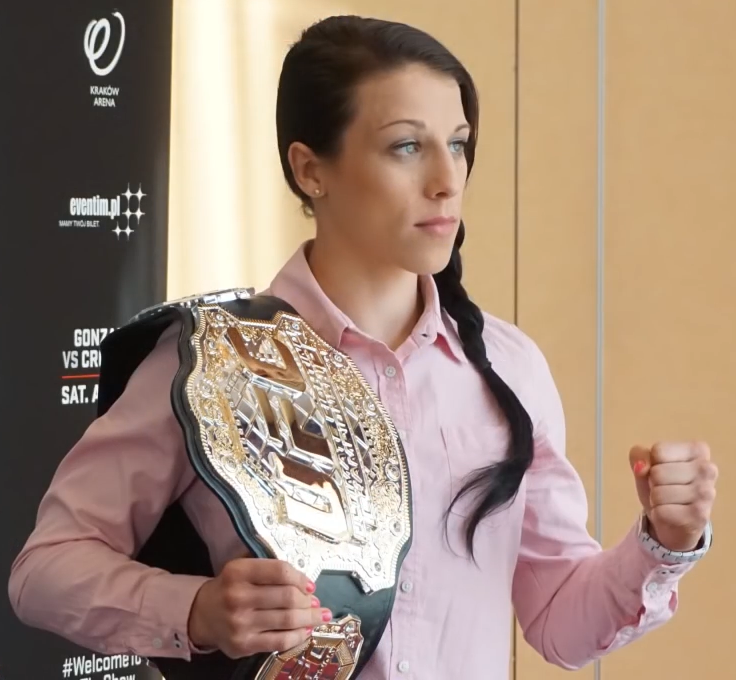
Joanna Jędrzejczyk avec la ceinture des poids paille de l'UFC

Pour son troisième rendez vous avec un événement UFC, Joanna Jędrzejczyk est opposée à la championne des poids pailles l'américaine Carla Esparza. le combat a lieu à Dallas, le 14 mars 2015 lors de l'UFC 185. Lors des deux premiers rounds, la Polonaise lutte pour ne pas être mise au sol et tente avec succès quelques frappes. Puis elle devient plus agressive et assène une pluie de coups sur Carla Esparza jusqu'à ce que l'arbitre interrompe le combat. Joanna Jędrzejczyk remporte la victoire par KO technique et s'empare du titre.
Début mai[Quand ?], Joanna Jędrzejczyk est annoncé face Jessica Penne en vedette de l'UFC Fight Night 69 du 20 juin 2015.
Lors d'une interview quelques jours avant la rencontre elle déclare vouloir être la Ronda Rousey de sa catégorie. Joanna Jędrzejczyk gagne le combat par TKO au troisième round et porte son record MMA à dix victoires pour aucune défaite. Elle retient son titre en assenant à son adversaire des coups de poing et des coups de genou.
Le match est récompensé du bonus de combat de la soirée.
Lors de L'UFC 217, en date du 4 novembre 2017, elle perd son titre au premier round par TKO contre l'américaine Rose Namajunas.

## Distinctions
- Ultimate Fighting Championship
  - Championne des poids pailles de l'UFC (2015-2017)
  - Combat de la soirée (une fois) (contre Jessica Penne)

### Anecdote
Joanna Jędrzejczyk est la première sportive féminine à avoir rapporté un titre UFC en Europe.

## Palmarès en arts martiaux mixtes
| 21 combats     | 16 victoires | 5 défaites |
| Par KO         | 4            | 2          |
| Par soumission | 1            | 0          |
| Sur décision   | 11           | 3          |

| Résultat | Record | Adversaire            | Méthode                                | Événement                              | Date             | Round | Temps | Lieu                             | Notes                                                            |
| -------- | ------ | --------------------- | -------------------------------------- | -------------------------------------- | ---------------- | ----- | ----- | -------------------------------- | ---------------------------------------------------------------- |
| Défaite  | 16-5   | Weili Zhang           | KO (coup de poing retourné)            | UFC 275                                | 11 juin 2022     | 2     | 2:28  | Kallang, Singapour               |                                                                  |
| Défaite  | 16-4   | Weili Zhang           | Décision partagée                      | UFC 248: Adesanya vs. Romero           | 7 mars 2020      | 5     | 5:00  | Las Vegas, Nevada, États-Unis    | Pour le titre des poids pailles de l’UFC.                        |
| Victoire | 16-3   | Michelle Waterson     | Décision unanime                       | UFC Fight Night: Joanna vs. Waterson   | 12 octobre 2019  | 5     | 5:00  | Tampa, Floride, États-Unis       | Retour en poids pailles.                                         |
| Défaite  | 15-3   | Valentina Shevchenko  | Décision unanime                       | UFC 231: Holloway vs. Ortega           | 8 décembre 2018  | 5     | 5:00  | Toronto, Ontario, Canada         | Pour le titre des poids mouches de l'UFC.                        |
| Victoire | 15-2   | Tecia Torres          | Décision unanime                       | UFC on FOX: Alvarez vs. Poirier 2      | 28 juillet 2018  | 5     | 5:00  | Calgary, Alberta, Canada         |                                                                  |
| Défaite  | 14-2   | Rose Namajunas        | Décision unanime                       | UFC 223: Nurmagomedov vs. Iaquinta     | 7 avril 2018     | 5     | 5:00  | New York, New York, États-Unis   | Pour le titre des poids pailles de l'UFC.                        |
| Défaite  | 14-1   | Rose Namajunas        | KO (coups de poing)                    | UFC 217: Bisping vs. St-Pierre         | 4 novembre 2017  | 1     | 3:03  | New York, New York, États-Unis   | Perd le titre des poids pailles de l'UFC.                        |
| Victoire | 14-0   | Jéssica Andrade       | Décision unanime                       | UFC 211: Miocic vs. Dos Santos         | 13 mai 2017      | 3     | 5:00  | Dallas, Texas, États-Unis        | Défend le titre des poids pailles de l'UFC.                      |
| Victoire | 13-0   | Karolina Kowalkiewicz | Décision unanime                       | UFC 205: Alvarez vs. McGregor          | 12 novembre 2016 | 5     | 5:00  | New York, New York, États-Unis   | Défend le titre des poids pailles de l'UFC.                      |
| Victoire | 12-0   | Cláudia Gadelha       | Décision unanime                       | The Ultimate Fighter 23 Finale         | 8 juillet 2016   | 5     | 5:00  | Las Vegas, Nevada, États-Unis    | Défend le titre des poids pailles de l'UFC.                      |
| Victoire | 11-0   | Valérie Létourneau    | Décision unanime                       | UFC 193: Rousey vs. Holm               | 14 novembre 2015 | 5     | 5:00  | Melbourne, Victoria, Australie   | Défend le titre des poids pailles de l'UFC.                      |
| Victoire | 10-0   | Jessica Penne         | TKO (coups de poing et coups de genou) | UFC Fight Night: Jedrzejczyk vs. Penne | 20 juin 2015     | 3     | 4:22  | Berlin, Allemagne                | Défend le titre des poids pailles de l'UFC. Combat de la soirée. |
| Victoire | 9-0    | Carla Esparza         | KO (coups de poing)                    | UFC 185: Pettis vs. Dos Anjos          | 14 mars 2015     | 2     | 4:17  | Dallas, Texas, États-Unis        | Remporte le titre des poids pailles de l'UFC.                    |
| Victoire | 8-0    | Cláudia Gadelha       | Décision partagée                      | UFC on Fox: dos Santos vs. Miocic      | 13 décembre 2014 | 3     | 5:00  | Phoenix, Arizona, États-Unis     |                                                                  |
| Victoire | 7-0    | Juliana Lima          | Décision unanime                       | UFC on Fox: Lawler vs. Brown           | 26 juillet 2014  | 3     | 5:00  | San Jose, Californie, États-Unis |                                                                  |
| Victoire | 6-0    | Rosi Sexton           | KO (coups de poing)                    | CWFC 69: Super Saturday                | 7 juin 2014      | 2     | 2:36  | Londres, Angleterre              |                                                                  |
| Victoire | 5-0    | Karla Benitez         | Décision unanime                       | WAM: Fabinski vs. Herb                 | 9 mai 2014       | 3     | 5:00  | Varsovie, Pologne                |                                                                  |
| Victoire | 4-0    | Julia Berezikova      | Décision unanime                       | Fight Nights: Battle of Moscow 12      | 20 juin 2013     | 2     | 5:00  | Moscou, Russie                   |                                                                  |
| Victoire | 3-0    | Kate Jackson          | TKO (abandon)                          | PLMMA 17 Extra: Warmia Heroes          | 18 mai 2013      | 2     | 5:00  | Olsztyn, Pologne                 |                                                                  |
| Victoire | 2-0    | Lily Kazak            | Soumission (étranglement arrière)      | Makowski Fighting Championship 5       | 8 décembre 2012  | 1     | 3:22  | Nowa Sól, Pologne                |                                                                  |
| Victoire | 1-0    | Sylwia Juskiewicz     | Décision unanime                       | SFT: MMA Diva Fight Night SPA          | 19 mai 2012      | 3     | 5:00  | Kołobrzeg, Pologne               |                                                                  |